# Jozef De Kesel

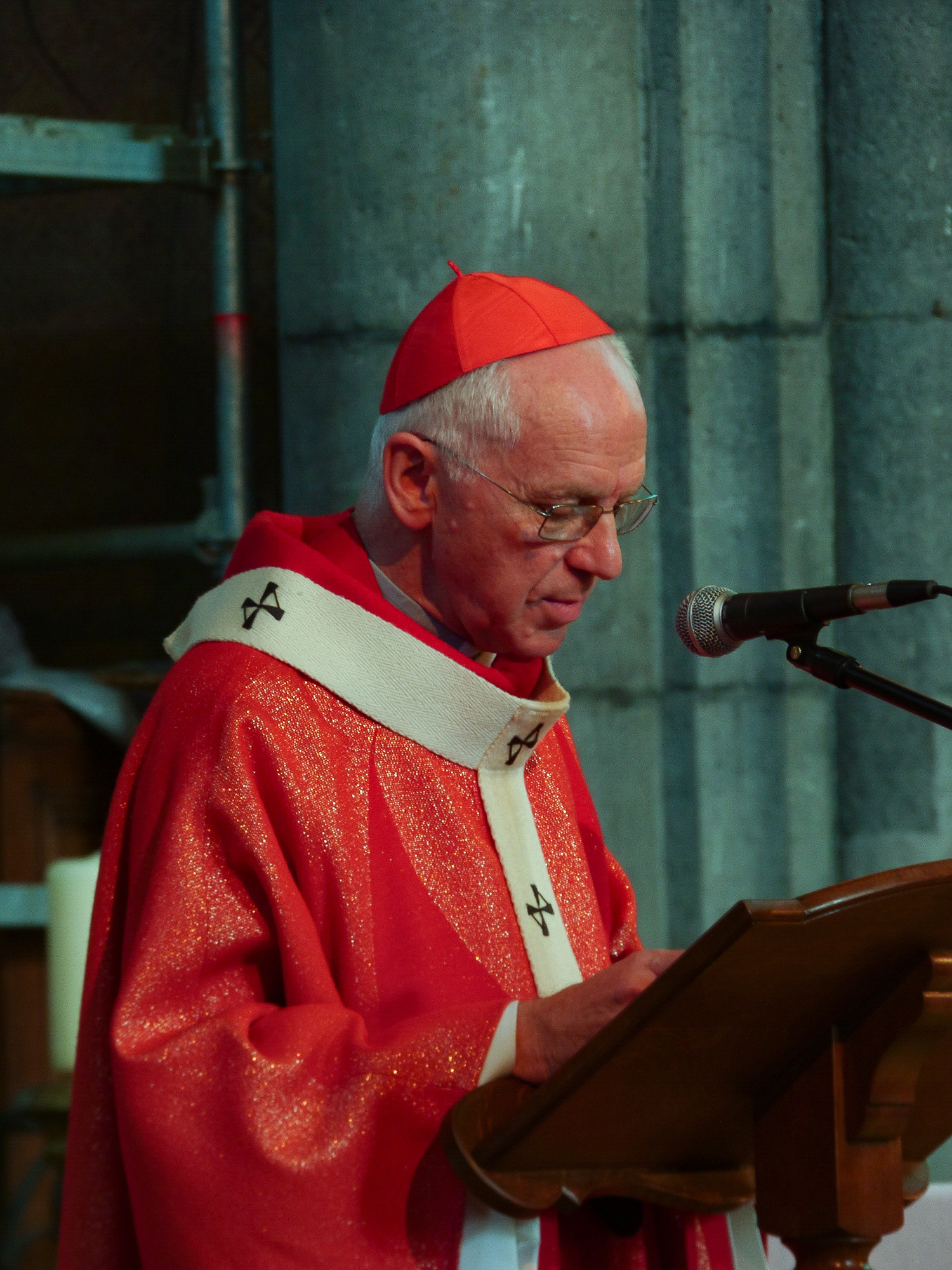
Jozef De Kesel (2017)

Kardinalswappen Jozef De Kesels

Jozef Kardinal De Kesel (* 17. Juni 1947 in Gent, Ostflandern) ist ein belgischer römisch-katholischer Geistlicher, emeritierter Erzbischof von Mecheln-Brüssel und Primas von Belgien sowie ehemaliger Belgischer Militärbischof.

## Leben
Jozef De Kesel studierte an den Priesterseminaren in Gent und Löwen sowie an der Päpstlichen Universität Gregoriana in Rom. Am 26. August 1972 empfing er die Priesterweihe durch seinen Onkel Leo De Kesel, der von 1969 bis 1990 Weihbischof in Gent war. 1977 wurde er mit einer Arbeit über den historischen Jesus in der Theologie von Rudolf Bultmann promoviert. Er war Dozent an der Sociale Hogeschool Gent und Professor für Fundamentaltheologie und philosophische Anthropologie am Priesterseminar in Gent (Groot Seminarie Gent) sowie an der Katholieke Universiteit Leuven. De Kesel war von 1992 bis 2002 Bischofsvikar für die theologische und pastorale Ausbildung in der Diözese Gent.
Am 20. März 2002 ernannte ihn Papst Johannes Paul II. zum Titularbischof von Bulna und zum Weihbischof im Erzbistum Mecheln-Brüssel. Die Bischofsweihe spendete ihm der Erzbischof von Mecheln-Brüssel, Godfried Kardinal Danneels, am 26. Mai desselben Jahres; Mitkonsekratoren waren Arthur Luysterman, Bischof von Gent, und Rémy Victor Vancottem, Weihbischof in Mecheln-Brüssel.
Am 25. Juni 2010 ernannte ihn Papst Benedikt XVI. zum 26. Bischof von Brügge. Die Amtseinführung fand am 10. Juli desselben Jahres statt.
Papst Franziskus ernannte ihn am 6. November 2015 zum Erzbischof von Mecheln-Brüssel und zum Belgischen Militärbischof. Bereits 2010, nach der Emeritierung von Godfried Kardinal Danneels, galt er als Kandidat für die Nachfolge im Erzbistum Mecheln-Brüssel. Die Amtseinführung De Kesels fand am 12. Dezember 2015 statt.
De Kesel spricht sich für die Priesterweihe verheirateter Männer aus.
2016 löste De Kesel die 2013 von seinem Vorgänger André-Joseph Léonard kanonisch errichtete und von Michel-Marie Zanotti-Sorkine gegründete Priesterbruderschaft der heiligen Apostel auf, was im April 2018 von Papst Franziskus bestätigt wurde.
Im Konsistorium vom 19. November 2016 nahm ihn Papst Franziskus als Kardinalpriester mit der Titelkirche Santi Giovanni e Paolo in das Kardinalskollegium auf. Die Besitzergreifung seiner Titelkirche fand am 25. März des folgenden Jahres statt.
Am 23. Dezember 2017 ernannte ihn der Papst zum Mitglied des Dikasteriums für Laien, Familie und Leben. Am 11. November 2019 ernannte ihn der Papst zum Mitglied des Päpstlichen Rates für die Kultur. Am 18. Februar 2023 ernannte ihn Papst Franziskus zum Mitglied des Dikasteriums für die Kultur und die Bildung, in dem der vormalige Päpstliche Rat für die Kultur aufgegangen war.
Im April 2018 forderte De Kesel öffentlich, dass die Katholische Kirchenleitung Sex unter homosexuellen Paaren respektieren müsse, und die Forderung nach Enthaltsamkeit nicht mehr haltbar sei. Die Sexualität müsse „im Kontext einer Beziehung geschehen, in der Ehrlichkeit, Verlässlichkeit und Verbindlichkeit im Mittelpunkt stehen“, äußerte De Kesel. Zudem forderte er die Ermöglichung eigener Gottesdienstformen für gleichgeschlechtliche Paare. Die öffentliche Segnung gleichgeschlechtlicher Paare und deren religiöse Eheschließung schloss er jedoch aus.
Am 22. Juni 2023 nahm Papst Franziskus seinen altersbedingten Rücktritt als Erzbischof von Mecheln-Brüssel an. Am 28. Juni desselben Jahres wurde De Kesel durch Luc Terlinden auch als Belgischer Militärbischof abgelöst. Nach dem Tod von Papst Franziskus nahm Kardinal De Kesel am Konklave 2025 teil.